# Kjorawica
Kjorawica (bułg. Кьоравица lub Ostrec) – szczyt pasma górskiego Riła, w Bułgarii, o wysokości 2612 m n.p.m.